# Rafetus euphraticus
La tortuga de caparazón blando del Éufrates (Rafetus euphraticus) es una especie de tortuga de caparazón blando de la familia Trionychidae. Se distribuye por la cuenca del Tigris y el Éufrates, desde el sureste de Turquía hasta Irán.
Habita en diferentes hábitats acuáticos, normalmente en tributarios de los ríos principales, en meandros abandonados y en zonas de aguas lentas en los ríos principales. Se alimenta sobre todo de peces, cangrejos e insectos.
Alcanza los 68 cm de longitud. En la familia Trionychidae esta es una de las especies consideradas entre las grandes. 
Se encuentra en peligro de extinción debido a la pérdida y alteración de su hábitat. Por ejemplo las represas limitan las zonas de poca profundidad y las orillas donde pueden hacer los nidos, además de aislar las poblaciones.